# Louis Boullogne
Louis Boullogne, född 1609, död 1674, var en fransk konstnär.
Boullogne var en av grundarna av franska konstakademin och blev professor där 1656. Han utförde dekorativa arbeten, bland annat i Louvrens stora galleri, tillsammans med sina båda söner Bon Boullogne (1649-1717) och Louis Bollogne d.y.